# Robert Herman
Robert Herman (Bronx, 29 de agosto de 1914 — Austin, 13 de fevereiro de 1997) foi um físico estadunidense.

## Biografia
Nascido no Bronx, na cidade de Nova York, Herman graduou-se cum laude com honras especiais em física pelo City College of New York em 1935 e, em 1940, concluiu o mestrado e o doutorado em física pela Universidade de Princeton na área de espectroscopia molecular. Como aluno de pós-graduação, Herman já exibia tendências ecléticas em diversos campos, trabalhando também em física do estado sólido, bem como abrangendo teoria e experimento.

## Carreira
Ele passou o ano acadêmico de 1940-41 trabalhando no analisador diferencial de Bush na Moore School of Electrical Engineering, Universidade da Pensilvânia e mais um ano ensinando física no City College de Nova York.
Em 1942, ele deixou o ensino para trabalhar no Departamento de Magnetismo Terrestre, no Carnegie Institution de Washington, D.C., e no Laboratório de Física Aplicada da Universidade Johns Hopkins, todos centros de pesquisa para o esforço de guerra. Ele trabalhou em problemas como o fusível de proximidade para tiros navais antiaéreos, que foi usado com eficácia durante a guerra. Foi então que Herman ficou intrigado em definir e resolver problemas complexos. Ele desviou sua atenção da teoria e do trabalho de laboratório e se envolveu profundamente com os testes de campo do dispositivo de proximidade e os problemas operacionais associados ao seu uso na frota. Em 1945, ele recebeu o Prêmio de Desenvolvimento de Artilharia Naval.
Após a Segunda Guerra Mundial, Herman passou mais uma década no Laboratório de Física Aplicada, desenvolvendo pesquisas em espectroscopia e física da matéria condensada. Foi durante esse período que ele e Ralph Alpher fizeram seu agora famoso trabalho sobre cosmologia. Em 1948, como consequência de seus estudos de nucleossíntese no modelo inicial do universo Big Bang em expansão, eles fizeram a primeira previsão teórica da existência de uma radiação residual, homogênea e isotópica de corpo negro (radiação cósmica de fundo em microondas) que permeia o universo como um vestígio da explosão inicial do Big Bang.
Este trabalho recebeu algum destaque na época, mas logo caiu no esquecimento. Em 1964, a radiação foi acidentalmente detectada por dois cientistas, Arno Penzias e Robert Woodrow Wilson no Bell Telephone Laboratories em Murray Hill, Nova Jersey, enquanto tentavam corrigir um defeito em uma antena de rádio. Depois de eliminar todas as fontes concebíveis de interferência, eles concluíram que a fonte de radiação não era de origem terrestre. Depois de aprender sobre este trabalho, um grupo de físicos da Universidade de Princeton o interpretou como radiação de fundo de origem cósmica, mas sem referência aos dois artigos de 1948, um de Alpher, Bethe e Gamow (portanto, às vezes chamado de artigo α-β-γ) e o outro por Alpher e Herman. O modelo do Big Bang para a origem do universo tornou-se amplamente aceito e, em 1978, um Prêmio Nobel foi concedido aos cientistas da Bell Penzias e Wilson por sua detecção da radiação cósmica de fundo. Ao relembrar o culminar dessa série de eventos, Herman observou graciosamente: "Você não dá reconhecimento à pessoa; você o dá ao trabalho".
No entanto, a equipe de Herman e Alpher acabou sendo reconhecida por sua contribuição pioneira. Em 1993, a Academia Nacional de Ciências anunciou que compartilhariam a Medalha Henry Draper, o prêmio mais antigo da Academia, por suas contribuições à física astronômica. Eles foram reconhecidos "por seu discernimento e habilidade em desenvolver um modelo físico da evolução do universo e em prever a existência de uma radiação de fundo em microondas anos antes que essa radiação fosse descoberta por acaso; por meio deste trabalho, eles foram participantes de um dos maiores grupos intelectuais conquistas do século XX". Eles também receberam o Prêmio Magalhães da Sociedade Filosófica Americana, a Medalha John Price Wetherill do Instituto Franklin e o Prêmio Georges Vanderlinden da Academia Real da Bélgica.
Em 1956, Herman ingressou no Laboratório de Pesquisa da General Motors, como chefe do grupo de ciências básicas, mais tarde renomeado para departamento de física teórica. Ele introduziu a ciência nos negócios de seu empregador ao inventar uma nova ciência, a ciência do tráfego. Com base em sua formação em física, ele primeiro dirigiu sua atenção para a descrição do comportamento microscópico do tráfego: a maneira detalhada como os motoristas individuais evitam coincidir uns com os outros no espaço e no tempo, pelo menos na maior parte do tempo.
No final da década de 1950 e início da década de 1960, Herman juntou-se a Elliott Waters Montroll e outros no desenvolvimento da teoria do fluxo de tráfego do seguidor de carros, uma teoria que resistiu ao teste do tempo e ainda é o estado da arte hoje. Pouco depois, Herman e Ilya Prigogine, uma futura ganhadora do Nobel, desenvolveu uma teoria do fluxo de tráfego multilane. Por mais de trinta e cinco anos, Herman ingressou em diversos campos da ciência do tráfego, sempre deixando sua marca característica de excelência. Nos últimos anos, ele trabalhou com seus alunos e colegas para desenvolver um "modelo de dois fluidos de tráfego urbano", uma descrição do tráfego de veículos em redes viárias urbanas, uma extensão da teoria que formulou com Prigogine alguns anos antes. Essa teoria, junto com seu trabalho anterior, foi significativa no desenvolvimento do conceito emergente de Sistemas de Transporte Inteligente.
Em 1979, Herman ingressou no corpo docente da Universidade do Texas em Austin, com uma nomeação conjunta como professor de física, no Center for Studies in Statistical Mechanics, e LP Gilvin Professor in Civil Engineering. Mais tarde, ele se tornou o LP Gilvin Centennial Professor Emérito em Engenharia Civil. Foi eleito membro da Academia de Artes e Ciências dos Estados Unidos em 1979.
Nas horas vagas, Herman era conhecido por refletir sobre a física dos instrumentos musicais, como a mecânica de um arco de violoncelo e a acústica de uma flauta inglesa. Ele tocou e colecionou violoncelos antigos.
Em meados da década de 1980, ele começou a criar pequenas esculturas em madeiras e metais exóticos. Na década seguinte, ele perseguiu essa busca criativa e significativa para encontrar a relação menos mediada e menos quantificável entre a matéria e a imaginação. Uma exposição de várias de suas esculturas foi apresentada na National Academy of Engineering em Washington, D.C., em 1994, na College of Engineering da Universidade do Texas em Austin em 1995, e na Leu Art Gallery da Belmont University em Nashville, Tennessee, em 1996.
Durante os últimos anos de sua vida, Herman ficou cada vez mais preocupado com o estado da educação nos Estados Unidos, a mudança, mas cada vez mais importante, do papel da universidade na sociedade, a crescente invasão de considerações políticas sobre a empresa de educação e pesquisa, a constante ataques à liberdade acadêmica e a erosão contínua da base sobre a qual as grandes conquistas da nação em ciência e tecnologia foram alcançadas. Em seus últimos dois anos, ele ativamente compilou e analisou dados sobre todos os tipos de indicadores de desempenho de qualidade e produtividade de departamentos universitários. Isso foi parte de um esforço mais amplo para modelar as universidades como sistemas complexos.

## Morte
Herman morreu em Austin, Texas, em 13 de fevereiro de 1997.